# Коляскин, Александр Николаевич
Александр Николаевич Коляскин (9 сентября 1952 — 2001) — советский теннисист, мастер спорта международного класса, чемпион СССР 1979 года в мужском парном разряде, чемпион Украины, чемпион Европы, призёр Спартакиады народов СССР в составе команды Украинской ССР. Жил в городе Донецке.

## Биография
Семья: супруга — Коляскина Ирина, дочь — Коляскина Оксана, внуки — Ева и Александра.
Тренером Александра Коляскина был Владимир Наумович Камельзон.
В честь Александра Коляскина в Донецке проводится профессиональный мужской теннисный турнир «Мемориал Александра Коляскина».